# İnkışla, Gemerek
İnkışla là một thị trấn thuộc huyện Gemerek, tỉnh Sivas, Thổ Nhĩ Kỳ. Dân số thời điểm năm 2011 là 795 người.